# Мунзур (река)
Мунзур (тур. Munzur Çayı) — река в Турции, в провинции Тунджели. Длина реки составляет 144 км. Площадь водосборного бассейна — 4303 км². Средний расход воды — 87 м³/с.
Река берёт своё начало на склонах хребта Мунзур. Впадает в водохранилище Кебан. Количество воды в реке сильно меняется в зависимости от сезона. Город Тунджели находится на слиянии реки Мунзур и её притока Пюлюмюр.
21 декабря 1971 года долину реки Мунзур правительство объявило «первым национальным парком в Турции».